# Fifi e i bimbi fioriti
Fifi e i bimbi fioriti (Fifi and the Flowertots) è una serie animata britannica in stop-motion, in onda in Italia su Nickelodeon e Nick Jr..

## Doppiaggio
| Personaggio | Doppiatore originale | Doppiatore italiano |
| ----------- | -------------------- | ------------------- |
| Fifi        | Jane Horrocks        | Elda Olivieri       |
| Primula     | Jane Horrocks        | Paola Della Pasqua  |
| Violetta    | Maria Darling        | Lorella De Luca     |
| Bombo       | Marc Silk            | Luca Bottale        |
| Lento       | Marc Silk            | Antonello Governale |
| Zia Tulip   | Tim Whitnall         | Marina Thovez       |
| Poppy       | Maria Darling        | Maria Grazia Errigo |
| Pip         | Maria Darling        |                     |
| Bungo       | Tim Whitnall         | Luca Sandri         |